# لرگ
لَرک، درخت لرگ، لارک یا کُهُل (نام علمی: Pterocarya fraxinifolia) درختی است از تیره  گردوییان از سرده لرگ که در جنگل‌های کرانه دریای مازندران موجود است نام‌های دیگر آن موتال (در آستارا)، متول (در گرگانرود)؛ مولول (در شفارود)، کوچ و کوچی (در اطراف رشت و رودبار و فومن و درفک)، کهل(کُهال) (در دیلمان و لاهیجان و شهسوار(تنکابن)) سیاه کهل (در رامسر) و ترکان قره قوز و یالان قوز گویند و در مینودشت قزقره خوانده می‌شود. این درخت در نواحی مرطوب دریای خزر تا حدود هزار گز ارتفاع و در جنگل‌های نو و در سواحل آستارا تا مینودشت دیده می‌شود. و برای کاغذسازی مفید است. (گاابا) (جنگل‌شناسی ساعی ج ۱ ص ۱۸۶)
لَرگ (Pterocarya fraxinifolia) گونه‌ای درخت از خانواده گردوییان می‌باشد. این درخت بومی منطقه قفقاز: ارمنستان، آذربایجان، گرجستان، ایران، روسیه، اوکراین و ترکیه است و در سال ۱۷۸۴ در فرانسه و پس از سال ۱۸۰۰ در بریتانیا معرفی شد.
لرگ از درختان بومی ایران است. از پوست درخت لرگ که اغلب در کنار رودخانه ها می‌روید، سابقا به عنوان طناب برای نگهداری پرچینها استفاده می‌شد. همچنین جوشانده برگ این درخت برای بی حال کردن ماهیها و شکار آنها استفاده می‌شده است. 

خصوصیات ظاهری
میوه های این درخت شبیه غلاف لوبیا و باقلا است و دامداران محلی آنها را جمع آوری و خشک کرده و در فصل زمستان به خوراک گوسفندان خود می رسانند. همچنین چوب این درخت خاصیت فنری بالایی دارد و بومیان منطقه درگذشته و حال از آنها برای ساخت ابزارهایی مانند خرگیر اسب -وسیله ای است که پشت اسب میگذارند و روی آن بار میگذارند- و ابزارهای این‌چنینی استفاده می شود. همچنین از چوب آن برای ساخت تله هایی سبک برای شکار پرندگانی از قبیل ابیا استفاده می شود.
این درخت دارای تیغ های بلند و تیزی می باشد.

## نگارخانه

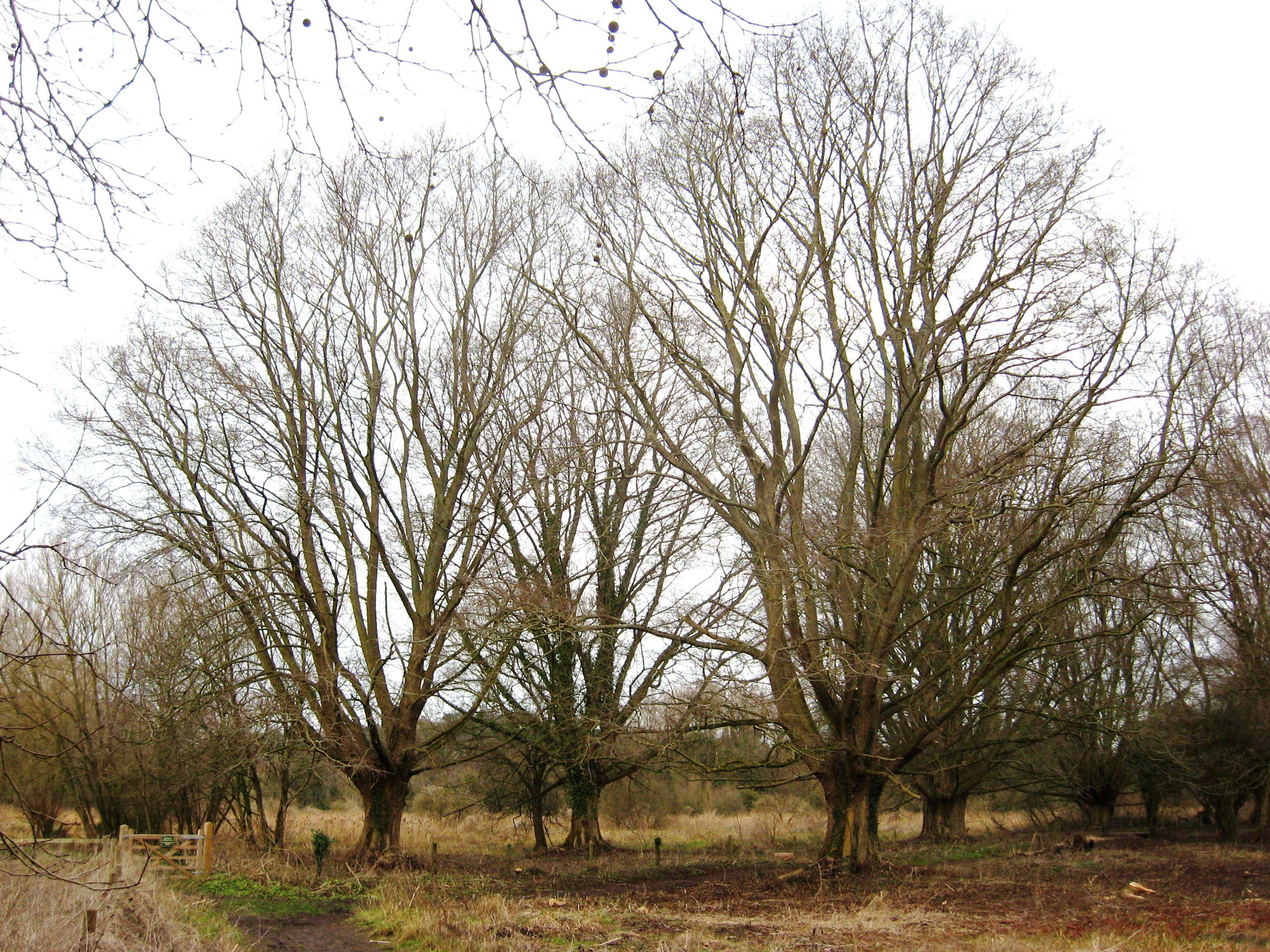
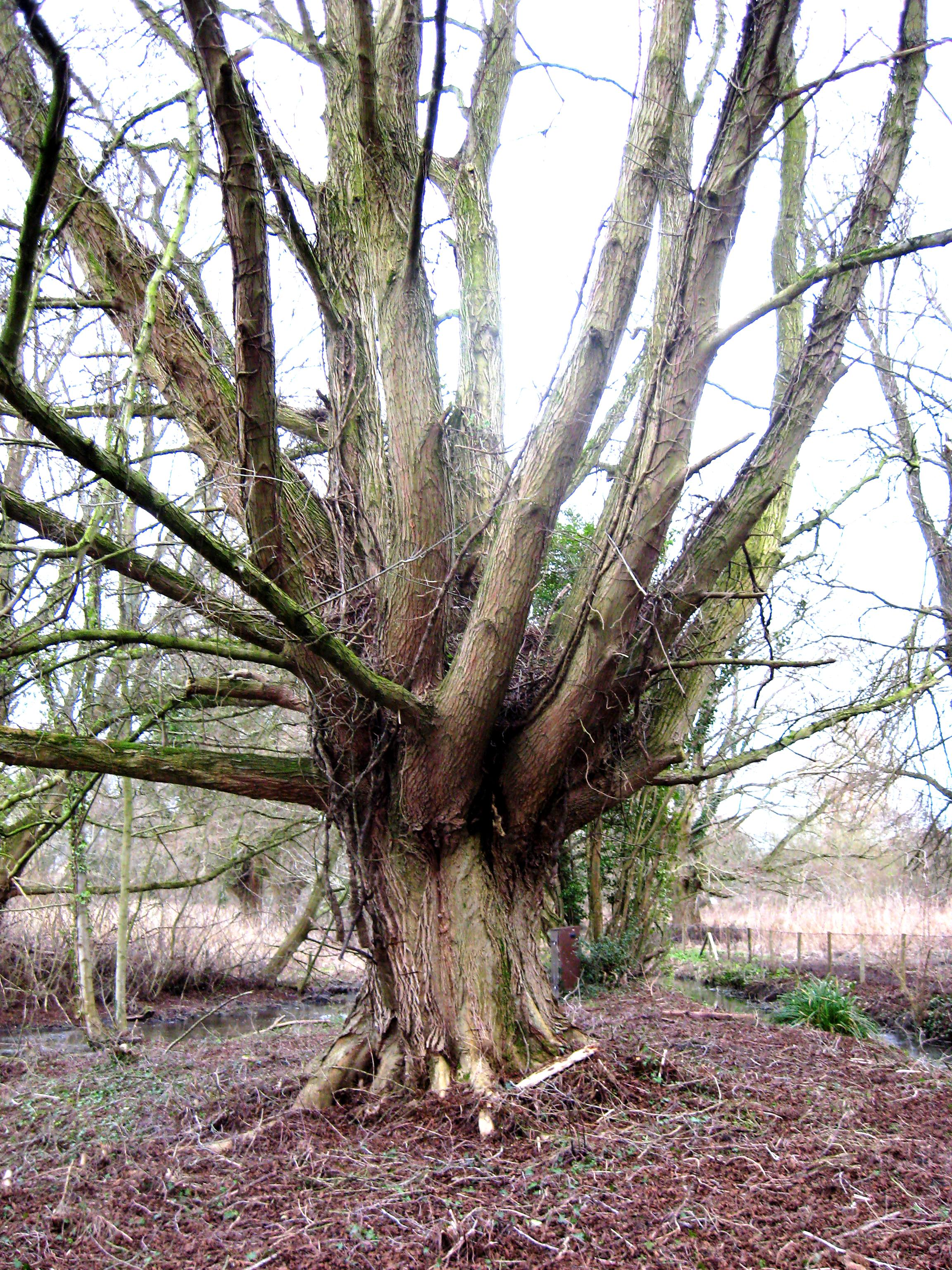